# Erling Persson
Erling Persson (Borlänge, 21 gennaio 1917 – Stoccolma, 28 ottobre 2002) è stato un imprenditore svedese.

## Biografia
Era il fondatore di H&M (Hennes & Mauritz). Ha avuto l'idea durante un viaggio post-Seconda Guerra Mondiale negli Stati Uniti, dove era rimasto molto impressionato dall'efficienza dei negozi di grande volume.
La società fu fondata a Västerås, in Svezia, nel 1947. All'epoca vendeva solo abbigliamento femminile e si chiamava Hennes, parola svedese per "suo". Nel 1968, Persson acquistò i locali e la merce di un negozio di attrezzature da caccia a Stoccolma da Mauritz Widforss. Nel 1982, il figlio di Erling Persson, Stefan Persson ha assunto la carica di amministratore delegato e oggi è il presidente del consiglio di amministrazione dell'azienda. La famiglia Persson possiede circa il 33% della società e ha diritto al voto del 69%.